# Íñigo López de Mendoza y Zúñiga
Íñigo López de Mendoza y Zúñiga (ur. w 1489 w Miranda de Ebro, zm. 9 czerwca 1535 w Burgos) – hiszpański kardynał.

## Życiorys
Urodził się w 1489 roku w Miranda de Ebro, jako syn Pedra de Zúñiga y Avellanedy i Cataliny de Velasco. Studiował w Salamance, gdzie otrzymał stopień licencjata. Około 1528 roku został biskupem Corii. Był członkiem hiszpańskiej Rady Stanu i ambasadorem Hiszpanii przy Henryku VIII. Karol V wyraził niezadowolenie z rozwodu króla Anglii z Katarzyną Aragońską i zalecił Zúñidzie przedstawienie tego stanowiska Henrykowi VIII. Ponieważ biskup zaprezentował je bardzo otwarcie, król nakazał go uwięzić, jednak pod naciskiem opinii publicznej uwolnił go. W 1529 roku został przeniesiony do diecezji Burgos. 9 marca 1530 roku został kreowany kardynałem prezbiterem i otrzymał kościół tytularny San Nicola in Carcere. Zmarł 9 czerwca 1535 roku w Burgos.